# El Camp de Mirra
El Camp de Mirra (castellà: Campo de Mirra, oficialment «el Camp de Mirra / Campo de Mirra») és una població del País Valencià de la comarca de l'Alt Vinalopó, constituïda com a municipi i popularment coneguda com el Campet. Durant el període medieval cristià el llogaret va ser inclòs a la jurisdicció de Biar; en l'època foral va pertànyer a la Governació de Xàtiva (fins al 1707), també comarca històrica de l'Alcoià, subcomarca de la Vall de Biar, que s'inclou a la DTH de tercer grau de l'Alt Vinalopó donada l'ordenació establerta per la Generalitat Valenciana. La casa de la Caragoleta és el monument que més destaca.

## Geografia
El terme, travessat pel riu Vinalopó, abasta una superfície de 21,8 km² en plena vall de Beneixama. Els paratges més coneguts són les Graelletes, Sant Bertomeu i la Fantasmeta.

## Història
S'han trobat restes de l'edat del bronze al tossal de Sant Bertomeu, al castell d'Almizra i al poble iber del cabecet de la Fantasmeta. La població té origen en el castell d'Almizra, veu àrab que s'ha interpretat com a 'frontera' o com a 'camp', suposant un tautopònim, a partir del qual va nàixer una alqueria de l'Iqlim de Medina Bilyana (Villena). Va ser conquistada el 10 d'agost de 1243 pel cavaller castellà Llorens (o Nicolau) de Scals que va véncer l'alcaid musulmà Ab-Albah Marhop. El 1244, en un castell dels voltants, signaren Jaume I d'Aragó i l'infant de Castella (futur Alfons X de Castella) el Tractat d'Almizra, pel qual es delimitaven les fronteres entre els dos regnes. Una pedra al peu del tossal assenyala on acampà el rei castellà. El 1255 va pagar, juntament amb Beneixama, 500 sous en la primera tributació ordenada per Jaume I als mudèjars. De l'època medieval es conserva una gran pedra, les Graelletes, coberta de petròglifs. El 1510 és vila de senyoriu; des del segle xv al xviii pertany al terme de la vila de Biar, junt amb la Canyada de Biar i Beneixama. El 1795-1797 Beneixama es segrega de Biar i el Campet passa a dependre de Beneixama fins al 1836, data en què va aconseguir la independència i es va unir a la Canyada de Biar fins que les dues poblacions es separaren l'any 1943.

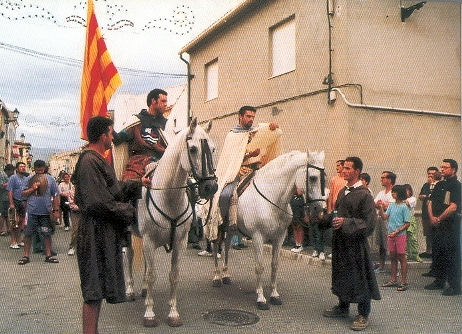
Representació del Tractat d'Almizra a Camp de Mirra

## Economia
L'economia local ha estat tradicionalment agrícola: fruiters, hortalisses, cereals i, més modernament, vinya i oli, però des de mitjan segle passat l'activitat industrial, tèxtil fonamentalment, ha pres la davantera i ha frenat la immigració endèmica cap als nuclis industrials propers on treballen molts mirrencs.

## Demografia
| Població | 798 | 945 | 671 | 538 | 390 | 368 | 410 | 414 | 424 |

## Edificis d'interés
El poble conserva algunes mostres d'arquitectura rural (les cases de l'Hort, del Pi, de les Monges, de Taboné) i casalots nobiliaris dels quals destaquem la Torre dels Marco, que tingué gran importància en la història del poble i de la vall. Diu la llegenda que s'hi allotjà Jaume I quan va acudir a la signatura del Tractat, i la casa modernista de la família Francés-Berbegal Lou. A més:
- Església de Sant Bertomeu. 1820-1875.
- Torre de Camp de Mirra. Torre en ruïna ubicada al tossal de Sant Bertomeu.
- Castell d'Almizra. En estat de ruïna, conserva un mosaic on es recorda la signatura del tractat.
- Ermita de Sant Bertomeu,[4] del segle xv. Amb un jaciment medieval que abraça des del Bronze fins a l'edat mitjana.
- Casa de la família Colomer, del segle xvi. En lamentable estat.
- Antiga fàbrica de licors de la família Ferrandis; modernista, del 1920.
- Monument al Tractat d'Almizra, del 1977.
- Cases antigues que seguien el curs del riu Vinalopó: les cases de Galleta i de la Solana.

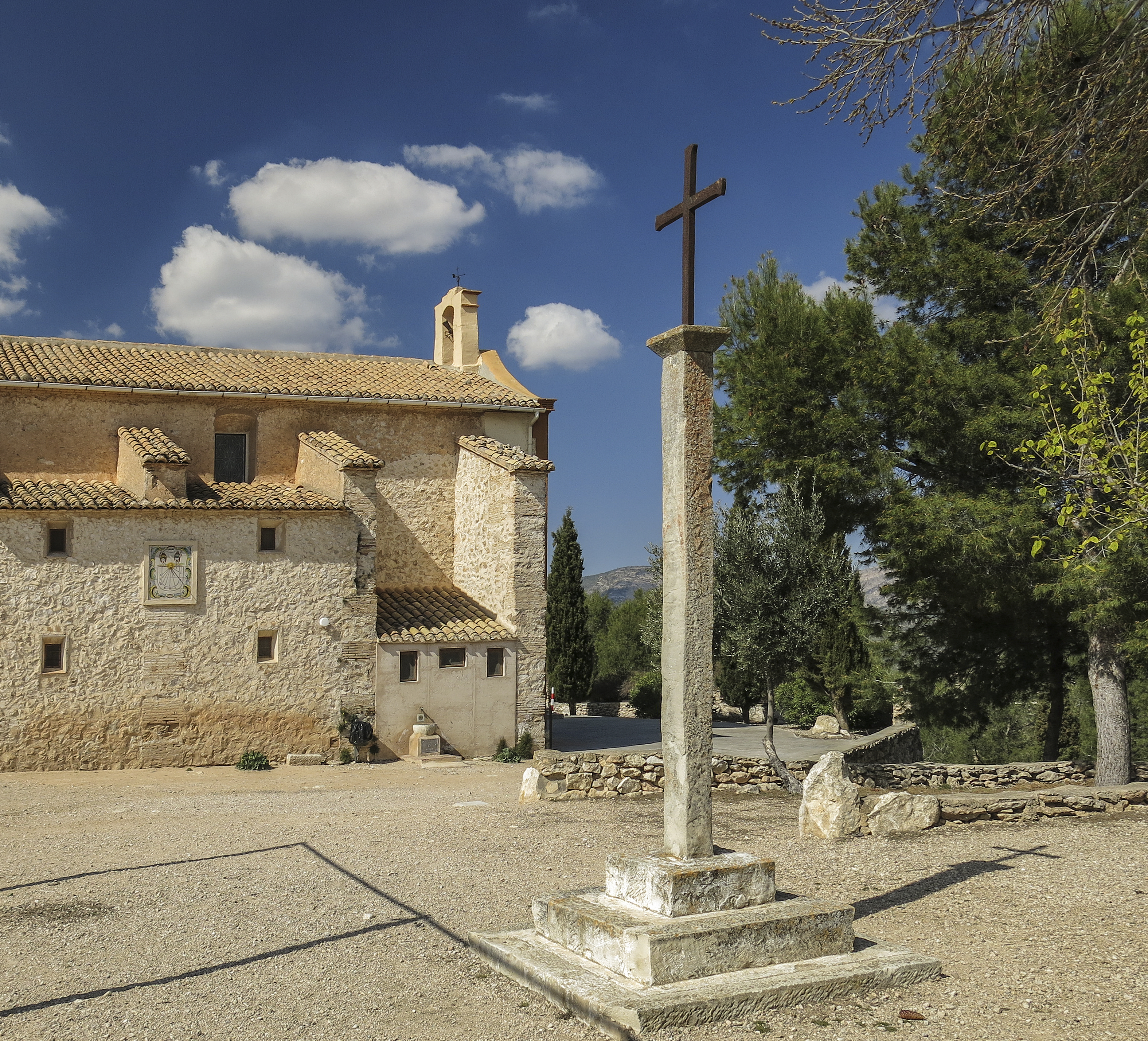
Ermita de Sant Bertomeu
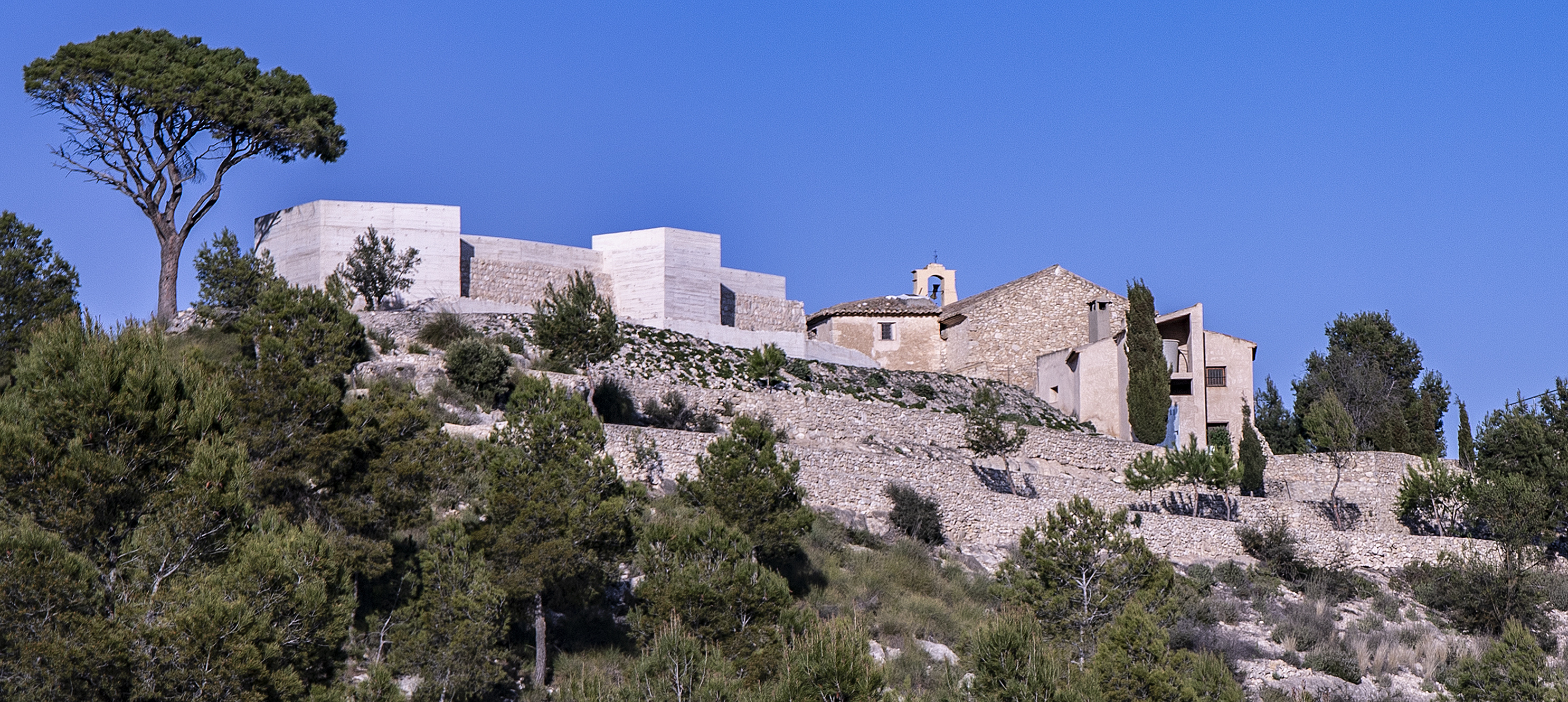
Castell d'Almizra

## Gastronomia
En el Camp de Mirra es cuinen bons arrossos: perola d'arròs amb conill o pollastre, rovellons i xonetes; arròs al forn, arròs caldós amb conill, i altres suggestius guisats com l'olla del Camp, el guisat de bacallà, les coques fregides, les facedures, els gaspatxos, el putxero amb sopa coberta, olla amb fesols, penques i mondonguilles de bacallà, borra, pericana, entre d'altres. La rebosteria també és important i abundant, tortà, pastissos de moniato, fogasses o tonyes, rotllets d'aiguardent, coquetes d'oli i, en època de collita, dolç de poma, bresquilla i codonyat, acompanyades de cantaueso, herbero o café licor, begudes tradicionals de la contornada.

## Festes
Les festes majors se celebren a l'agost en llaor de sant Bertomeu i els Santets de la Pedra. Antigament responien al tipus de festa conegut a la Vall de Biar com de balls i corregudes, és a dir les danses, les corregudes i altres jocs populars. Des de l'any 1973 s'hi celebren Festes de Moros i Cristians (22-27 d'agost), les quals han relegat les anteriors danses i els jocs a un pla secundari. Dins de les festes cal destacar la Representació del Tractat d'Almisrà, en la qual es rememora anualment aquell esdeveniment històric tan important per a la història dels valencians.
Cal ressenyar que entre Nadal i Cap d'Any s'hi celebra la Festa dels Folls, una festivitat molt antiga que gairebé ha desaparegut dels costums de la població. Durant un cap de setmana dimiteixen l'alcalde, els regidors i el rector, i es fan càrrec del poble la Germandat dels Folls.

## Política i govern

### Alcaldia
Des de 2019 l'alcalde del Camp de Mirra és Juan José Espadas Guerola del Partit Popular (PP).
| Període                       | Alcalde o alcaldessa      | Partit polític | Data de possessió | Observacions |
| ----------------------------- | ------------------------- | -------------- | ----------------- | ------------ |
| 1979–1983                     | Agustín Calabuig Martínez | UCD            | 19/04/1979        | --           |
| 1983–1987                     | Jerónimo Martínez Serrano | AP-PDP-UL-UV   | 28/05/1983        | --           |
| 1987–1991                     | Jerónimo Martínez Serrano | AP             | 30/06/1987        | --           |
| 1991–1995                     | Ramón Salvador Alfaro     | PSPV-PSOE      | 15/06/1991        | --           |
| 1995–1999                     | Ramón Salvador Alfaro     | PSPV-PSOE      | 17/06/1995        | --           |
| 1999–2003                     | Ramón Salvador Alfaro     | PSPV-PSOE      | 03/07/1999        | --           |
| 2003–2007                     | Ramón Salvador Alfaro     | PSPV-PSOE      | 14/06/2003        | --           |
| 2007–2011                     | Ramón Salvador Alfaro     | PSPV-PSOE      | 16/06/2007        | --           |
| 2011–2015                     | Juan Sempere Esteve       | PP             | 11/06/2011        | --           |
| 2015–2019                     | Juan Sempere Esteve       | PP             | 13/06/2015        | --           |
| 2019-2023                     | Juan José Espadas Guerola | PP             | 15/06/2019        | --           |
| Des de 2023                   | n/d                       | n/d            | 17/06/2023        | --           |
| Fonts: Generalitat Valenciana |                           |                |                   |              |

### Eleccions municipals de 2011
| Candidatura | Candidatura                               | Cap de llista         | Vots | Regidors | % vots |
| ----------- | ----------------------------------------- | --------------------- | ---- | -------- | ------ |
|             | Partit Popular de la Comunitat Valenciana | Juan Sempere Esteve   | 175  | 4        |        |
|             | Partit Socialista del País Valencià       | Ramón Salvador Alfaro | 168  | 3        |        |
| Total       | Total                                     | 343                   | 343  | 5        |        |